# チャナ・ポーパオイン
チャナ・ポーパオイン（Chana Porpaoin、1966年3月25日 - ）は、タイの元プロボクサー。ペッチャブーン県出身。元WBA世界ミニマム級王者。元WBA世界ミニマム級暫定王座ソンクラーム・ポーパオインは双子の弟。
リングネームの「チャナ」はタイ語で「勝利」を意味している。

## 来歴
1988年5月23日、プロデビュー。
同年10月19日、7戦目でタイミニマム級王座獲得。
26戦全勝（12KO）のまま、1993年2月10日、世界初挑戦。日本・東京でWBA世界ミニマム級王者大橋秀行に挑み、12回2-0の判定勝ちで世界王座を獲得した。
8度防衛後の1995年12月2日、ロセンド・アルバレス（ニカラグア）に12回判定で敗れ、王座陥落。
2001年4月16日、世界再挑戦。横浜でWBA世界ミニマム級王者星野敬太郎に挑み、12回判定勝ち。5年4ヵ月ぶりの世界王座再獲得に成功した。しかし、8月25日の初防衛戦で新井田豊に12回判定で敗れ、わずか4ヵ月で世界王座陥落。
2004年1月31日、3度目の世界挑戦。ファン・ランダエタ（ベネズエラ）とWBA世界ミニマム級暫定王座決定戦を争う。ダウンを奪うなどの大健闘を見せたが、12回判定負けで3度目の王座獲得ならず。ランダエタとは5月5日にも再戦したが、引き分けに終わった。
2006年12月11日のノンタイトル10回戦に引き分けたのを最後に現役引退。